# Cengkongabang
Cengkongabang is een bestuurslaag in het regentschap Bangka van de provincie Bangka-Belitung, Indonesië. Cengkongabang telt 3062 inwoners (volkstelling 2010).